# Oath Keepers
Oath Keepers (lett. "Custodi del Giuramento"; in sigla OK) è stata un'associazione ombrello che comprendeva sostenitori delle armi e organizzazioni locali, spesso parte del movimento della milizia, che diffondevano teorie della cospirazione generalmente associate all'estrema destra negli Stati Uniti d'America molte delle quali riconducibili alla John Birch Society, al Tea Party e a Donald Trump.
L'organizzazione degli Oath Keepers, registrata il 22 ottobre 2009 nello Stato del Nevada, si è sciolta al susseguirsi dell'irruzione nel Campidoglio degli Stati Uniti del 6 gennaio 2021 per via dei procedimenti giudiziari a carico dei suoi membri. Il fondatore, Stewart Rhodes, è stato condannato a 18 anni per cospirazione sediziosa in relazione al suo ruolo nell'insurrezione. Allo stesso modo, un altro leader degli Oath Keepers, Kelly Meggs, è stato condannato a 12 anni per lo stesso reato.
Oath Keepers ha sostenuto una visione estrema delle idee del Tea Party, rifiutando il voto come un mezzo efficace di partecipazione politica autodichiarandosi la guardiana degli interessi dei cittadini contro i presunti abusi del governo. I suoi membri sostenevano di essere difensori della Costituzione degli Stati Uniti e l'organizzazione incoraggiava i propri associati a disobbedire a eventuali ordini che riteneva violassero la Costituzione.
Le ricerche sui membri dell'organizzazione avevano determinato che due terzi degli Oath Keepers erano ex militari o ex forze dell'ordine, e un decimo erano militari in servizio attivo o forze dell'ordine. La maggior parte delle ricerche aveva stabilito che i membri degli Oath Keepers erano circa 5.000, mentre i dati trapelati avevano mostrato che i registri degli Oath Keepers dichiaravano di avere 38.000 membri. L'organizzazione vantava membri appartenenti a più branche del governo.
Dopo la dissoluzione, i rimanenti del consiglio di amministrazione e i dirigenti a livello statale hanno costituito una nuova entità giuridica denominata "Oath Keepers USA", che si propone come il successore spirituale dell'organizzazione omonima. La Constitutional Sheriffs and Peace Officers Association (CSPOA), guidata dall'ex Oath Keeper e sceriffo dell'Arizona Richard Mack, è vista come un'organizzazione affine con un'attenzione particolare verso gli sceriffi di contea.

## Storia organizzativa

### Background
Le fondamenta dell'organizzazione sono da ricercarsi in due eventi precedenti alla fondazione ufficiale: la strage di Waco, avvenuta in Texas, nel 1993 e la confisca di armi durante l'uragano Katrina nel 2005. Proprio sulla base di questi precedenti, l'organizzazione ha giustificato la propria esistenza a scopo difensivo cercando di convincere anche il pubblico meno radicale che le loro azioni fossero giuste e patriottiche. L'idea di base è che Waco è il peggiore scenario di un'azione governativa, e di conseguenza si sono autoassegnati il ruolo di sentinelle degli Stati Uniti, con l'obiettivo di prevenire simili situazioni in futuro.

### Fondazione e status legale

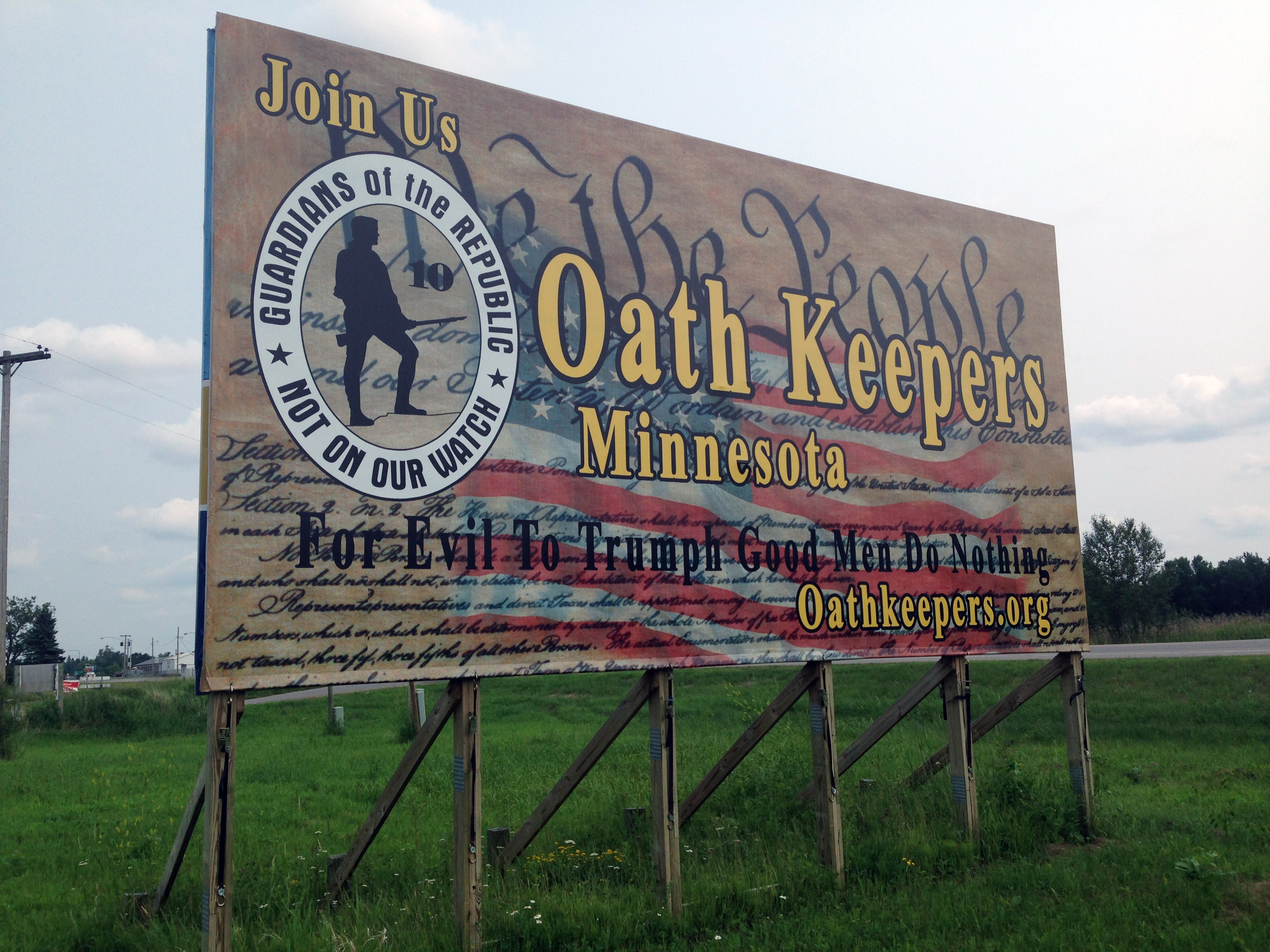
Cartellone pubblicitario a Pine River, Minnesota, nel luglio 2015.

Gli "Oath Keepers" hanno capitalizzato sulla popolarità del crescente Tea Party e della "rivoluzione di Ron Paul" per ampliare il loro seguito. La fondazione informale è avvenuta nel marzo 2009, con l'organizzazione registrata il 22 ottobre come non profit in Nevada, da Elmer Stewart Rhodes, un ex avvocato laureato alla Yale Law School, ex paracadutista dell'esercito degli Stati Uniti e un tempo collaboratore del deputato repubblicano Ron Paul. Dopo la fondazione degli Oath Keepers, i portavoce dell'organizzazione hanno preso parte a oltre 30 raduni del Tea Party nei primi giorni. Questa partecipazione ha consentito agli Oath Keepers di ottenere una maggiore visibilità nel mainstream rispetto al patriot movement degli anni Novanta.
L'organizzazione è stata registrata come non profit, ma non risulta che avesse ricevuto lo status di esenzione fiscale dall'Internal Revenue Service (IRS), rendendo le donazioni all'organizzazione non deducibili. L'IRS aveva riconosciuto almeno sette sezioni locali affiliate agli Oath Keepers come organizzazioni esenti da imposte. Le filiali in Virginia, Indiana e Pennsylvania ricevettero uno status di esenzione fiscale tra il 2016 e il 2018. Anche gli Oath Keepers del Nevada meridionale e gli Oath Keepers della Contea di Josephine avevano ottenuto lo status di esenzione fiscale.
Nel 2019, l'IRS concesse lo status di esenzione fiscale alla Oath Keepers Educational Foundation, con sede in Louisiana, il cui scopo dichiarato nei documenti era quello di "dare ai veterani un'opportunità di coinvolgimento continuo nel servizio alla comunità". Giorni prima dell'attacco al Campidoglio del 6 gennaio, il fondatore di Oath Keepers, Stewart Rhodes, era apparso in un podcast e aveva sollecitato donazioni di beneficenza alla Oath Keepers Educational Foundation.
Sotto la guida di Rhodes, nel 2013, l'organizzazione Oath Keepers ha istruito i suoi membri a formare dei "Civilization Preservation Teams" (squadre di conservazione della civiltà), inclusi gruppi miliziani, per operare nelle comunità di tutto il Paese al fine di difendere gli americani da un presunto scenario in cui il governo avrebbe intenzionalmente permesso al Paese di precipitare nel caos. Si affermava che ciò avrebbe portato alla dichiarazione della legge marziale e alla demolizione della Costituzione. Inoltre, si sosteneva che il governo stesse preparandosi a controllare e reprimere la popolazione, incluso l'uso della forza letale, senza però prepararsi a garantire il sostentamento della stessa popolazione.

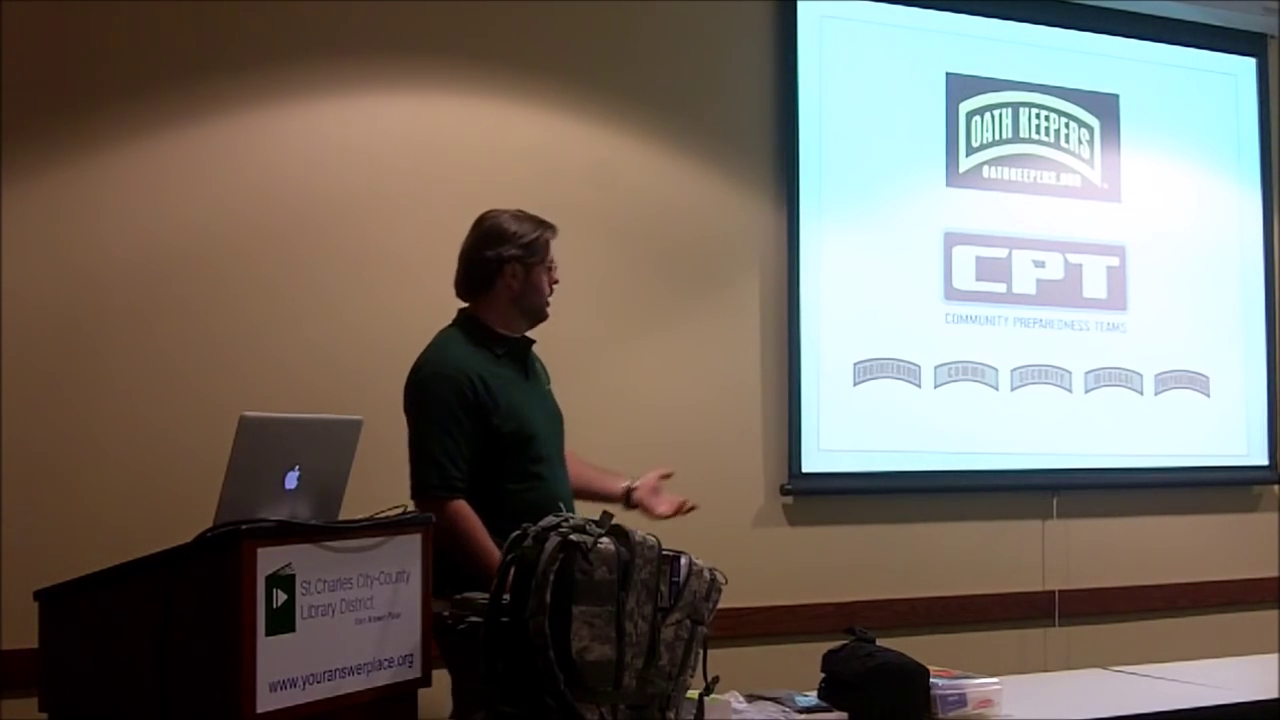
Seminario degli Oath Keepers di Saint Louis e della Missouri Militia sui Community Preparedness Teams (CPT).

Questa iniziativa in seguito cambiò nome in "Community Preparedness Teams" (squadre di preparazione comunitaria), esse incoraggiavano i cittadini statunitensi a costituire squadre di sorveglianza armate per i quartieri, modellate sulle squadre delle Forze speciali. Secondo Rhodes, gli americani dovevano essere preparati a fronteggiare sia i disastri naturali che quelli di altra natura. Rhodes ha incoraggiato gli Oath Keepers a utilizzare il modello del programma Community Emergency Response Teams (CERT) gestito dalla Federal Emergency Management Administration per ottenere un sostegno più ampio per le loro squadre CPT, in oltre la somiglianza con il tipo di organizzazione CERT forniva una copertura per le attività antigovernative dell'organizzazione.
A seguito di un rapporto congiunto dell'ISD e del Global Disinformation Index (GDI) sulle operazioni di finanziamento dei gruppi d'odio, un esperto del GDI presentò una dichiarazione il 25 febbraio 2021 davanti alla Sottocommissione per la sicurezza nazionale, lo sviluppo internazionale e la politica monetaria della Commissione per i servizi finanziari della Camera dei rappresentanti degli Stati Uniti: "Si poteva solo presumere che questi fondi, che gli ascoltatori potevano in particolare dedurre dalle loro tasse federali, fossero stati destinati al trasporto e all'alloggio dei membri del gruppo destinati a partecipare ai successivi disordini."

### Attività antigovernative legate a contenziosi sui terreni federali

#### Stallo di Bundy, 2014
Nel 2014, gli Oath Keepers armati erano presenti allo stallo di Bundy, dopo che gli agenti del Bureau of Land Management (BLM) avevano sequestrato il bestiame di un allevatore che stava pascolando illegalmente su terreni federali nella Contea di Clark, in Nevada.

#### Stallo della miniera di Sugar Pine, 2015
Nel 2015, gli Oath Keepers armati nel Pacifico nord-occidentale hanno assistito a due dispute tra minatori d'oro e autorità federali. Ad aprile si sono riuniti a Medford, in Oregon, su richiesta dei proprietari della Sugar Pine Mine, vicino a Galice, dopo che il Bureau of Land Management aveva ordinato ai proprietari di interrompere i lavori della miniera. Ad agosto hanno pattugliato la White Hope Mine nella Foresta Nazionale di Helena, a circa 20 miglia da Lincoln, in Montana; il Servizio Forestale degli Stati Uniti ha dichiarato che i minatori si erano impegnati in costruzioni e abbattimenti illegali.

#### Campo di Crissy, 2017
Nell'agosto 2017, il National Park Service ha rilasciato un permesso per l'utilizzo del Crissy Field il 26 agosto per un raduno di un gruppo che si fa chiamare "Patriot Prayer". Il portavoce del gruppo, Joey Gibson, ha annunciato che gli Oath Keepers avrebbero fornito la sicurezza dell'evento, confermato al San Francisco Examiner il 18 agosto da Stewart Rhodes.

### Attività intimidatorie verso opponenti politici

#### Minacce anti-Hillary Clinton, 2016
In un articolo pubblicato sul sito ufficiale dell'organizzazione il 14 aprile 2016, si affermava che se Hillary Clinton avesse vinto le elezioni presidenziali degli Stati Uniti del 2016, "il risultato sarebbe stato probabilmente una vera e propria guerra civile negli Stati Uniti". Più tardi nel 2016, Stewart Rhodes ha invitato i membri a visitare i seggi elettorali in incognito per "dare la caccia" e documentare i sospetti brogli elettorali.

#### Minaccia di violenza verso il Campidoglio dell'Oregon, 2019
Nel giugno 2019, il governatore dell'Oregon Kate Brown ha inviato la Polizia di Stato dell'Oregon per riportare al Campidoglio 11 senatori repubblicani assenti. I senatori repubblicani si erano nascosti per impedire il voto su una proposta di cap-and-trade volta a ridurre le emissioni di gas serra entro il 2050 per combattere il cambiamento climatico. Gli Oath Keepers hanno reagito il 20 giugno 2019 dichiarando: "Governatore Brown, lei vuole una guerra civile, perché è così che si ottiene una guerra civile". Il 22 giugno 2019, una sessione del Senato dell'Oregon è stata annullata quando il Campidoglio è stato chiuso a causa di un avvertimento della polizia statale dell'Oregon di una "possibile minaccia della milizia".

### Protezione civile e attività filantropiche

#### Uragano Maria
Nell'ottobre 2017 hanno consegnato rifornimenti a località remote in Porto Rico aiutando a ricostruire le case. Hanno inoltre provveduto alla sicurezza di un ospedale, come preocauzione di possibili violenze dopo l'Uragano Maria a cui gli Oath Keepers avrebbero potuto rispondere.

### Relazioni con le lobby delle armi
Oath Keepers ha portato avanti le posizioni di organizzazioni come la National Rifle Association of America (NRA) come l'argomento che la confisca delle armi impedisce ai residenti della città e delle aree circostanti di difendere se stessi e le loro proprietà dal crimine organizzato. Ha poi diffuso varie teorie cospirative correlate al tema delle armi, molte delle quali sono state assimilate dalla NRA stessa.
I registri dei membri degli Oath Keeper includevano quasi 70 istruttori di armi da fuoco certificati dall'NRA e nell'albo degli Oath Keepers era presente anche un membro del consiglio dell'NRA. Egli ha chiarito che, pur non essendo più affiliato al gruppo, si considerava un "custode del giuramento" mai sciolto. Nel 2018, Rhodes è stato invitato a parlare a una raccolta fondi ufficiale degli Amici della NRA a New York. La Gun Owners of America, un'altra organizzazione favorevole al possesso d'armi, è stata precedentemente associata a "Friends of the Oath Keepers", indicando interessi comuni tra le due organizzazioni.

### Relazioni con l'alt-right e l'alt-lite
Gli Oath Keepers hanno incoraggiato i loro membri a partecipare alle marce in ogni città per proteggere la libertà di parola assoluta, questo includeva fare da scorta a gruppi alt-lite e alt-right come ACT for America. Il gruppo islamofobo aveva esplicitamente richiesto a gruppi come Oath Keepers di proteggere le "marce contro la Sharia" dai contromanifestanti antifa.

### Partecipazione all'assalto del Campidoglio del 6 gennaio 2021

Oath Keepers in tenuta militare che marciano in formazione di pila durante la presa d'assalto del 6 gennaio 2021

Tre presunti membri degli Oath Keepers sono stati incriminati a gennaio per cospirazione in merito alla pianificazione delle loro attività durante l'assalto al Campidoglio degli Stati Uniti, e altri sei sono stati aggiunti all'accusa a febbraio.  Dagli otto ai dieci membri del gruppo sono entrati nel Campidoglio indossando abiti paramilitari, muovendosi "in modo organizzato e praticato", secondo l'accusa. Il gruppo comunicava tramite l'uso di dispositivi walkie-talkie con cui mandava messaggi agli altri: "Abbiamo un buon gruppo. Siamo circa 30-40 persone. Siamo uniti e ci atteniamo al piano". I procuratori sostengono che un membro abbia inviato un messaggio di testo a un aderente degli antigovernativi Three Percenters giorni prima dell'incursione, suggerendo di usare una barca per traghettare una "squadra di risposta rapida" e armi pesanti attraverso il fiume Potomac ad altri membri che si trovavano già in Campidoglio.   I procuratori federali stavano valutando se perseguire le accuse ai sensi della legge sulle organizzazioni criminali e corrotte (Racketeer Influenced and Corrupt Organizations Act), che di solito viene usata per perseguire le organizzazioni criminali organizzate.
Durante il secondo processo di impeachment dell'ex presidente Trump, i responsabili della Camera hanno presentato un'accusa secondo cui i membri degli Oath Keepers avrebbero partecipato agli sforzi per interferire con le elezioni presidenziali del 2020, discutendo "un piano sfacciato per traghettare 'armi pesanti' in una barca attraverso il fiume Potomac a Washington e iniziando sessioni di addestramento 'per la guerra urbana, il controllo delle rivolte e le operazioni di salvataggio' ben prima del giorno delle elezioni".
In un documento del tribunale del 2021, i pubblici ministeri hanno affermato che il fondatore e leader del gruppo, Stewart Rhodes, era in contatto con i partecipanti prima, durante e dopo l'aggressione. I procuratori hanno detto di aver recuperato messaggi di chat criptati che mostrano che "gli individui, compresi quelli che si presume abbiano cospirato con [altri], stavano attivamente pianificando di usare la forza e la violenza". Con il titolo "DC OP: 6 gennaio 21", Rhodes ha dichiarato nelle chat che "forze di reazione rapida" al di fuori di Washington sarebbero state pronte a rispondere se necessario e durante l'assalto ha diretto i membri a radunarsi sui gradini sud-est del Campidoglio, da dove sono entrati con la forza nell'edificio in una formazione a "pila" in stile militare.
Thomas Caldwell, che era presente durante l'incidente, è stato incarcerato con l'accusa di cospirazione pochi giorni dopo l'attacco, anche se nel marzo 2021 il giudice federale Amit Mehta lo ha rilasciato ai domiciliari in attesa del processo, ritenendo che non ci fossero prove che fosse entrato nel Campidoglio o che avesse pianificato di farlo. L'FBI ha affermato che durante l'incursione Caldwell ha inviato e ricevuto messaggi su Facebook con "membri noti e sconosciuti degli Oath Keepers", tra cui l'invio della parola "Inside", che ha ricevuto risposte tra cui "Tutti i membri sono nei tunnel sotto la capitale sigillandoli. Accendete il gas". Caldwell avrebbe anche ricevuto indicazioni per orientarsi all'interno del Campidoglio, tra cui "Tom tutti i legislatori sono nei tunnel al terzo piano" e "Passa attraverso le porte della camera del retro rivolto a N a sinistra, scendi lungo il corridoio e i gradini".
Citando messaggi privati su Facebook, i pubblici ministeri hanno dichiarato in un deposito giudiziario del marzo 2021 che nelle settimane precedenti l'attacco, Meggs aveva contattato i Proud Boys che, a suo dire, avrebbero potuto servire come "moltiplicatori di forze" e che aveva "organizzato un'alleanza" tra gli Oath Keepers, i Proud Boys e la sezione della Florida dei Three Percenters.
In un deposito giudiziario del giugno 2021, in cui si sosteneva che un magistrato federale aveva sbagliato a rilasciare il membro degli Oath Keeper Jason Nolan dalla custodia prima del suo processo, i pubblici ministeri hanno presentato le prove che egli aveva nascosto delle armi in un hotel della Virginia per armare una forza di reazione rapida nello scenario descritto da Caldwell in cui Trump "ci chiama come parte della milizia per assisterlo all'interno di Washington". Nolan era stato rilasciato dopo che il magistrato aveva stabilito che i pubblici ministeri non avevano stabilito che fosse stato lui a rilasciare un'intervista anonima a The Gateway Pundit il mese precedente, descrivendo le sue attività il 6 gennaio, ma i pubblici ministeri hanno presentato prove nel loro memoriale per affermare che fosse Nolan.
Il Wall Street Journal ha riferito nel giugno 2021 che dopo l'attacco al Campidoglio gli Oath Keepers si stavano spaccando in mezzo a "una stretta sui contanti, discordie interne, chiusura dei social media e isolamento dal sistema finanziario".
Quattro membri del gruppo - due della Florida, uno dell'Indiana e uno dell'Alabama - si sono dichiarati colpevoli di reati federali derivanti dal loro ruolo nell'attacco al Campidoglio; i quattro stanno collaborando con le autorità federali.
Il 23 novembre 2021, Stewart Rhodes e l'entità Oath Keepers, costituita in Nevada, sono stati citati in giudizio dal Comitato ristretto della Camera degli Stati Uniti sull'attacco del 6 gennaio. La commissione ritiene che i membri dell'organizzazione siano in possesso di informazioni sulla preparazione dell'evento e su ciò che ha portato alla violenza che ne è seguita.
La CNN ha riferito nel maggio 2022 che i principali leader del gruppo sono stati interrogati dall'FBI e hanno fornito telefoni e file digitali che descrivono le modalità di comunicazione con persone dell'orbita di Trump. Gli investigatori hanno ottenuto messaggi criptati con organizzatori politici di destra di alto profilo. Rhodes aveva chiamato una persona senza nome la sera dell'attacco, chiedendo di parlare direttamente con il presidente, esortando la persona al telefono a dire a Trump che avrebbe dovuto invitare gruppi come Oath Keepers a "opporsi con forza al trasferimento di potere".
Nel febbraio 2024, James Breheny, un organizzatore regionale degli Oath Keepers, è stato condannato a 36 mesi di libertà vigilata. Nel 2023 si era dichiarato colpevole del reato di cospirazione sediziosa.

### Accuse di cospirazione sediziosa

Diagramma della leadership degli Oath Keepers

Dodici Oath Keepers sono stati accusati di cospirazione sediziosa. Undici sono stati accusati insieme nel gennaio 2022. William Todd Wilson è stato accusato separatamente.
Tre si sono dichiarati colpevoli:
- William Todd Wilson di Newton Grove, Carolina del Nord, leader degli Oath Keepers della Carolina del Nord, si è dichiarato colpevole il 4 maggio 2022 di cospirazione sediziosa e ostruzione di un procedimento ufficiale.[62][63]
- JJoshua James, di Arab, Alabama, capo del capitolo dell'Alabama, ha fornito sicurezza a personaggi di destra come Roger Stone il 6 gennaio. Nel marzo 2022 si è dichiarato colpevole di cospirazione sediziosa e ostruzione di procedimenti ufficiali e ha accettato di collaborare con il governo.[64]
- Brian Ulrich di Guyton, Georgia, si è dichiarato colpevole il 29 aprile 2022 di cospirazione sediziosa e ostruzione.[65][66]

I restanti nove si sono dichiarati non colpevoli. Per loro erano previsti due processi.
Il 29 luglio 2022, i procuratori del Dipartimento di Giustizia scrissero in un documento del tribunale: "[...] nessun agente governativo possedeva l'autorità effettiva per ordinare le azioni criminali degli imputati e, in ogni caso, sarebbe stato oggettivamente irragionevole fare affidamento su un tale ordine". Pertanto, hanno chiesto al giudice di vietare l'argomentazione della difesa secondo cui gli Oath Keepers stavano eseguendo gli ordini del Presidente Trump.
Il 5 maggio 2023, il governo ha presentato una mozione per una partenza verso l'alto, cioè una pena più lunga di quella raccomandata dalle linee guida.

#### Processo a Rhodes, Meggs, Harrelson, Watkins e Caldwell
Il 27 settembre 2022 iniziò la selezione della giuria. Ogni imputato rischiava fino a 20 anni di carcere federale.
- Stewart Rhodes, fondatore degli Oath Keepers, è stato accusato di cospirazione sediziosa per essersi opposto con la forza al trasferimento pacifico del potere.[70][71] Il 6 gennaio, Rhodes ha esortato Trump a lottare per rimanere al potere e ha suggerito che gli Oath Keepers, agendo come milizia, lo avrebbero sostenuto se avesse invocato l'Insurrection Act.[72] Rhodes è stato condannato per l'accusa di cospirazione sediziosa.[73]
- Kelly Meggs, fondatore degli Oath Keepers della Florida di Dunnellon, Florida e marito della Oath Keeper Connie Meggs.
- Kenneth Harrelson, Oath Keeper di Titusville, Florida, è stato visto in una formazione militare "vestito con equipaggiamento tattico. È stato coinvolto in una violazione del Campidoglio. È stato incriminato per cospirazione sediziosa.[74]
- Jessica Watkins, Oath Keeper di Woodstock, Ohio, è stata accusata di cospirazione, ostruzione e sedizione per il suo ruolo nella formazione militare che ha fatto irruzione nel Campidoglio urlando "Non possono trattenerci".[75]
- Thomas Caldwell, Oath Keepers di Berryville, Virginia, ex tenente comandante della Marina che ha mantenuto un nulla osta di sicurezza top-secret per decenni e in precedenza ha lavorato per l'FBI.[76]

Tre ex membri hanno testimoniato contro di loro:
- Graydon Young,  Oath Keeper della Florida;
- Jason Dolan,  Oath Keeper della Florida;
- Laura Steele, Oath Keeper della Carolina del Nord che è in attesa di processo ed è sorella di Graydon Young.

Quando Rhodes ha testimoniato a novembre, ha affermato che intendeva solo convincere Trump a invocare l'Insurrection Act e che gli Oath Keepers erano andati a Washington per garantire la sicurezza di figure repubblicane chiave. Ha detto che gli Oath Keepers non avevano pianificato di fare irruzione nel Campidoglio né di causare violenza.
Il 29 novembre 2022, Rhodes e Meggs furono riconosciuti colpevoli di cospirazione sediziosa; gli altri tre furono assolti dalla stessa accusa. Tutti e cinque sono stati giudicati colpevoli di aver ostacolato un procedimento ufficiale e di aver favorito tale azione.
Il 25 maggio 2023, Rhodes è stato condannato a 18 anni e Meggs a 12 anni.
Il 26 maggio 2023, Watkins è stato condannato a otto anni e mezzo e Harrelson a quattro anni.

#### Processo a Minuta, Hackett, Moerschel e Vallejo
Il 23 gennaio 2023, Roberto Minuta, Joseph Hackett, David Moerschel e Edward Vallejo furono condannati per cospirazione sediziosa. Il 1º giugno Minuta fu condannato a 54 mesi di carcere e Vallejo a 36 mesi. Il 2 giugno, Moerschel fu condannato a 36 mesi di carcere e Hackett a 42 mesi. A tutti e quattro sono stati concessi altri 36 mesi di libertà vigilata dopo le rispettive pene detentive.

#### Processo a Connie Meggs
Connie Meggs, una Oath Keeper di Dunnellon, Florida, e moglie di Kelly Meggs, è stata accusata di cospirazione per ostacolare un procedimento ufficiale, favoreggiamento dell'ostruzione, cospirazione e ingresso in aree riservate. Il 20 marzo 2023 è stata dichiarata colpevole da una giuria di Washington D.C. di cospirazione per ostacolare un procedimento ufficiale e di altre accuse di reato.
Nell'agosto 2023, Connie Meggs è stata condannata a 15 mesi di carcere e 36 mesi di libertà vigilata.

### Processo a Michael Greene
Michael Greene era un contraente che forniva sicurezza agli Oath Keepers. Ha dichiarato di non essere un membro del gruppo. Nel maggio 2023 è stato condannato per violazione di domicilio (un reato minore) in relazione all'attacco al Campidoglio. Il 21 luglio è stato condannato alla libertà vigilata e ai servizi sociali.

### Processo a Donovan Crowl e James Beeks
Il 12 luglio 2023, Donovan Crowl è stato condannato per cospirazione e disordine civile, a seguito di un processo al banco stipulato. Il suo coimputato, James D. Beeks, è stato assolto.

## Posizioni politiche dell'organizzazione

### Basi ideologiche

#### Nazionalismo statunitense, conservatorismo e libertarismo
I membri dell'organizzazione abbracciavano l'interpretazione costituzionale della teoria insurrezionale del Secondo Emendamento, sostenendo che lo scopo dell'emendamento era quello di dare ai cittadini "un efficace ricorso finale alle armi [...] di fronte alla tirannia". Il fondatore Rhodes affermò di essersi ispirato all'assunto secondo il quale Adolf Hitler avrebbe potuto essere fermato se i soldati e la polizia tedeschi si fossero rifiutati di eseguire gli ordini. Nel suo articolo del 2008 sulla rivista S.W.A.T., Rhodes affermava: "Uno stato di polizia totalitario a tutti gli effetti non può avere luogo qui se la maggioranza della polizia e dei soldati rispetta il proprio giuramento di difendere la Costituzione e si rifiuta di applicare gli editti incostituzionali del 'Leader'". Essi aderivano ad una visione "libertarian" della proprietà privata, contrapponendosi alla maggior parte dei terreni di proprietà federale e alle restrizioni sull'uso privato per motivi ambientali o di altro genere. Si consideravano costituzionalisti e interpretavano il loro impegno di difesa della costituzione come un sostegno alle opinioni sociali ed economiche di destra, spesso associate alla John Birch Society (JBS).
Uno dei documenti più importanti per gli Oath Keepers, la "Dichiarazione degli ordini che non obbediremo", è stato scritto prima del lancio ufficiale del gruppo nell'aprile 2009, contiene i suoi principi guida; figure di spicco del gruppo hanno ripetutamente fatto riferimento per spiegare le idee e le azioni che Oath Keepers ha ritenuto più importanti nel corso dei suoi dieci anni di esistenza. Questi includono:
1. Non obbedire a nessun ordine di disarmare la popolazione statunitense;
2. Non obbedire a qualsiasi ordine di effettuare perquisizioni senza mandato (in particolare per cercare armi);
3. Non obbedire a nessun ordine di detenere cittadini americani come "combattenti nemici illegali" o di sottoporli a un processo da parte di un tribunale militare;
4. Non obbedire agli ordini di imporre la legge marziale o lo "stato di emergenza" in uno Stato, o di entrare con la forza in uno Stato, senza l'esplicito consenso e invito del legislatore e del governatore di quello Stato;
5. Non obbedire all'ordine di invadere e sottomettere qualsiasi Stato che rivendichi la propria sovranità e dichiari che il governo nazionale sta violando il patto con cui quello Stato è entrato nell'Unione;
6. Non obbedire a nessun ordine di bloccare le città americane, "trasformandole così in giganteschi campi di concentramento";
7. Non obbedire a ordini che costringano i cittadini statunitensi in campi di detenzione, con qualsiasi pretesto;
8. Non obbedire agli ordini di assistere o sostenere l'uso di truppe straniere sul suolo statunitense [...] per "mantenere la pace" o per "mantenere il controllo" durante qualsiasi emergenza, o con qualsiasi altro pretesto;
9. Non obbedire a qualsiasi ordine che prevede la confisca delle proprietà dei cittadini statunitensi, compresi i generi alimentari e altre forniture essenziali, con qualsiasi pretesto di emergenza;
10. Non obbedire ad ordini che violino il diritto del popolo alla libertà di parola, a riunirsi pacificamente e a presentare petizioni al governo per la riparazione delle proprie rimostranze.

I membri sostenevano inoltre una loro interpretazione dello giusnaturalismo ("dei diritti naturali") e dell'ideale della libertà insieme all'ostilità verso le minacce percepite all'identità americana.

### Teorie del complotto

#### Antigovernative

##### Teoria del complotto del governo di occupazione socialista
Nell'organizzazione era diffusa la convinzione secondo la quale gli Stati Uniti siano controllati da un governo socialista che intende disarmare la popolazione per facilitare un'ipotetica invasione da parte di un governo straniero (ad esempio, la Cina).

##### Teoria della cospirazione dei campi di concentramento della FEMA
Ritraggono la FEMA come un'agenzia che impedisce agli americani di ricevere aiuti, in particolare definiscono la risposta federale del governo all'uragano Katrina come una costituzione di un grosso campo di concentramento per i cittadini di New Orleans. Da ciò proviene uno dei loro credi come la disobbedienza agli ordini che impongono blocchi delle città.

### Opposizione alle Nazioni Uniti
Un'altra loro credenza è l'interpretazione del "Trattato delle Nazioni Unite sul Commercio delle Armi di Piccolo Calibro" come un complotto internazionale per disarmare gli americani e una "abrogazione di fatto del Secondo Emendamento". La stessa teoria del complotto è stata poi popolarizzata dalla National Rifle Association of America (NRA). Il loro antagonismo all'Organizzazione delle Nazioni Unite è stato pronunciato in più occasioni, spesso accompagnato da affermazioni infondate come l'intenzione della stessa di introdurre truppe straniere nel Paese. Obiettano inoltre l'Agenda 21 che considerano essere un piano per "spopolare le aree rurali dell'America", in particolar modo le zone dell'Ovest come il Montana e il Wyoming.

### Accuse di razzismo
Gli Oath Keepers hanno suscitato controversie per le loro "operazioni di confine" che incoravano l'attività paramilitare per prevenire "l'invasione di clandestini nel Paese" con lo scopo di mettere in "sicurezza i ranch e le famiglie di frontiera", affermazioni che sono state viste dalla ricercatrice Sara Kamali come intrinsecamente nazionaliste bianche. Alcuni manifestanti hanno accusato il gruppo di razzismo, soprattutto dopo che gruppi di membri di carnagione chiara armati di fucili si sono riuniti a Ferguson durante le manifestazioni legate alla brutalità della polizia.

#### Posizione dell'organizzazione
Lo statuto degli Oath Keepers affermava che "nessuna persona che sostenga, o sia stata o sia membro o associata a qualsiasi organizzazione, formale o informale, che sostenga la discriminazione, la violenza o l'odio nei confronti di qualsiasi persona in base alla sua razza, nazionalità, credo o colore, potrà essere membro o associato". Il fondatore Stewart Rhodes, ha dichiarato di essere per un quarto messicano, ha sconfessato il razzismo e l'ideologia suprematista bianca sul suo blog. Ha paragonato l'occupazione del Malheur National Wildlife Refuge da parte di estremisti di estrema destra al Movimento per i diritti civili negli Stati Uniti, affermando: "L'occupazione di un edificio vuoto da parte diAmmon Bundy è essenzialmente uguale ai sit-in di disobbedienza civile che la sinistra politica ha intrapreso per decenni, a partire dai manifestanti contro la guerra e per i diritti civili negli anni '60 e '70".
Il membro del consiglio Richard Mack ha affermato che, nonostante il ruolo degli sceriffi del sud degli Stati Uniti nel preservare la supremazia bianca, gli "sceriffi costituzionali" avrebbero potuto proteggere l'icona dei diritti civili Rosa Parks.
Nel 2015, il sito web degli Oath Keepers ha ripubblicato un articolo di Brandon Smith in cui si affermava che "[...] non esiste il privilegio bianco o il privilegio maschile: In realtà, esiste solo un "privilegio" istituzionalizzato per i gruppi con uno status di vittima. Non esiste alcun privilegio per i bianchi, i maschi, i maschi bianchi o i maschi bianchi etero. ... Le persone non dovrebbero sentirsi in colpa per essere nate come sono, e questo include noi 'diavoli maschi bianchi'.

## Demografia

Dati sull'albo dei membri degli Oath Keepers (iscrizioni totali).

L'organizzazione dichiara che l'adesione a pieno titolo è aperta a "militari attualmente in servizio, riserve, Guardia Nazionale, polizia, vigili del fuoco, altri primi soccorritori (cioè Guardia di Stato, Sheriff Posse/Auxiliary, Search & Rescue, EMT, altri primi soccorritori medici, ecc.) E veterani/ex membri di questi servizi", e che altri che sostengono la missione dell'organizzazione possono diventare membri associati. C'è tuttavia una quota associativa annuale che tutti i membri devono pagare, e i ricercatori hanno osservato che l'organizzazione accetta essenzialmente qualsiasi membro che paghi questa quota.
Nel 2016 Oath Keepers ha dichiarato di avere 35.000 membri, anche se i ricercatori hanno stimato che la cifra fosse di circa 5.000. Nel 2020, l'ADL ha stimato che i membri fossero tra i 1.000 e i 3.000, ma ha affermato che l'influenza del gruppo si estende ben oltre questa cifra. Nel settembre 2021, alcuni hacker hanno violato i server del gruppo per acquisire un'ampia cache di informazioni, alcune delle quali sono state rilasciate agli organi di stampa dal Distributed Denial of Secrets (DDoSecrets), tra cui le informazioni di contatto di 38.000 membri apparenti. La cache comprendeva richieste di adesione da parte di ufficiali delle forze dell'ordine in attività, tra cui alcuni che hanno cercato di aderire dopo l'attacco al Campidoglio del 2021. Anche decine di funzionari eletti sono risultati collegati al gruppo.
Secondo una ricerca dell'Istituto per la ricerca e l'educazione sui diritti umani, nel 2021 quarantotto funzionari eletti a livello statale e locale e dieci legislatori statali erano membri di Oath Keepers. Rolling Stone ha identificato quasi 40 iscrizioni agli Oath Keeper collegate a credenziali di lavoro nel settore pubblico, compresi indirizzi di posta elettronica con nome di dominio della NASA (@nasa.gov).

### Membri di spicco

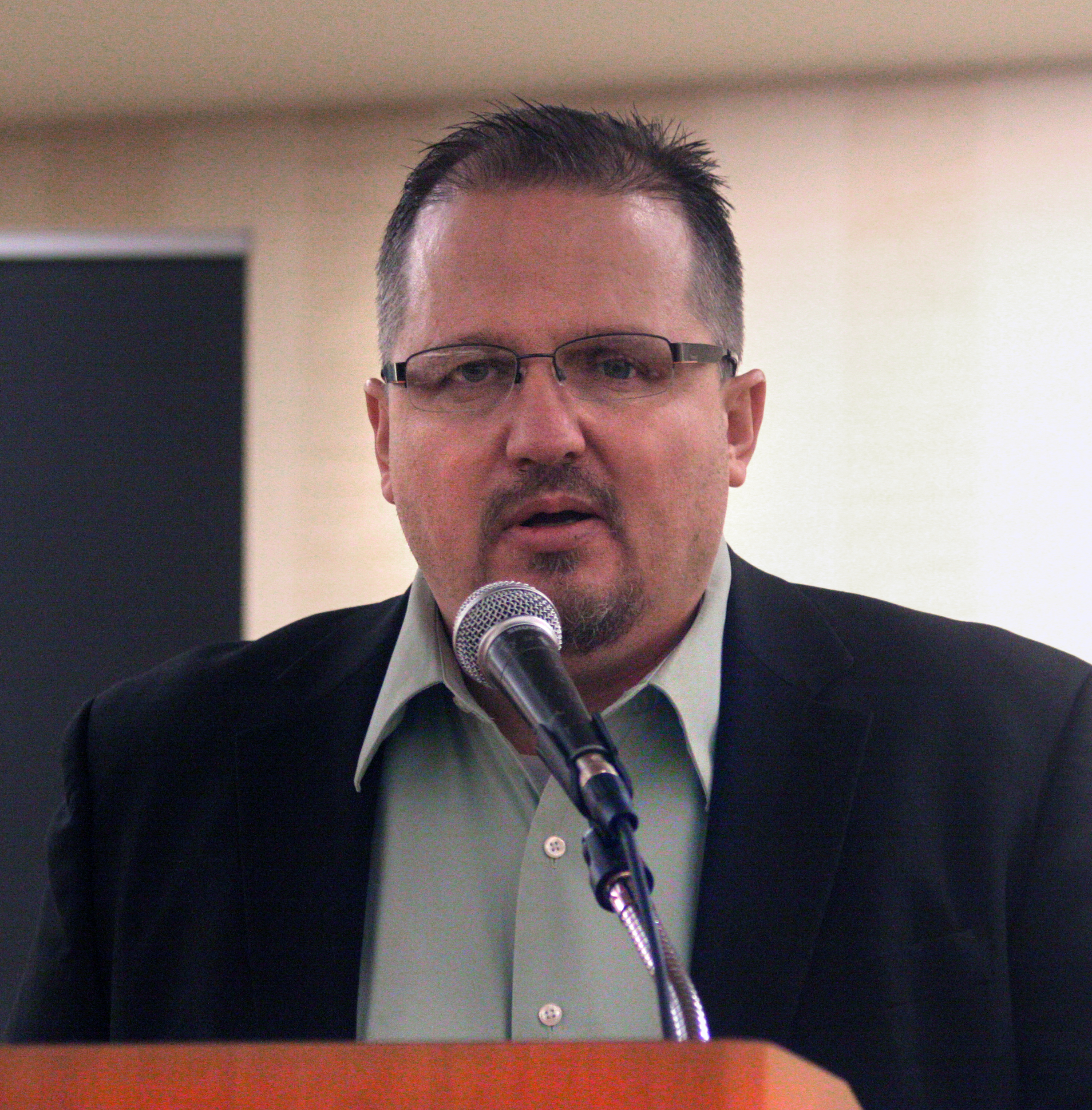
Stewart Rhodes oratore durante l'evento Nullify Now! nel centro di Phoenix, Arizona.

#### Elmer Stewart Rhodes
Rhodes è il leader degli Oath Keepers ed è stato condannato per cospirazione sediziosa e manomissione delle prove in relazione all'attacco al Campidoglio del 6 gennaio, a partire dal 29 novembre 2022.

#### Kellye SoRelle
SoRelle, di Granville, Texas, avvocato generale degli Oath Keepers, ha affermato di essere il leader temporaneo del gruppo. È la fidanzata del leader del gruppo, Stewart Rhodes, che si trova in carcere. SoRelle è accusata di manomissione di documenti per aver distrutto e nascosto potenziali prove nell'ambito dell'indagine penale sull'attacco al Campidoglio del 6 gennaio, di essersi introdotta nella terreno del Campidoglio e di aver ostacolato un procedimento ufficiale. Il 16 giugno 2023, un giudice federale ha stabilito che era mentalmente incapace di sostenere il processo e non era in grado di comprendere le accuse contro di lei, e il suo processo è stato rinviato a tempo indeterminato.

#### Richard Mack

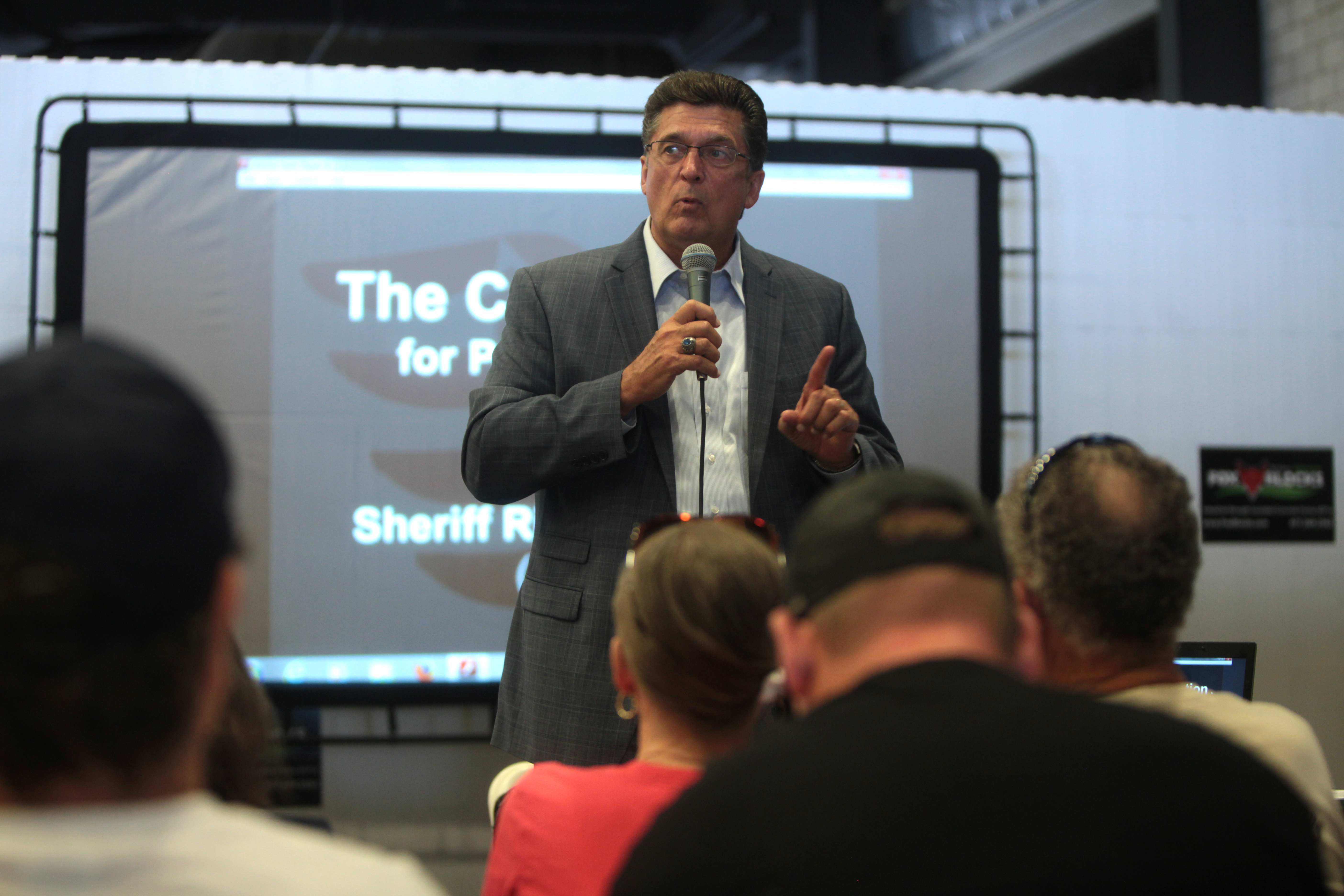
Richard Mack interviene all'Expo PrepperFest 2014.

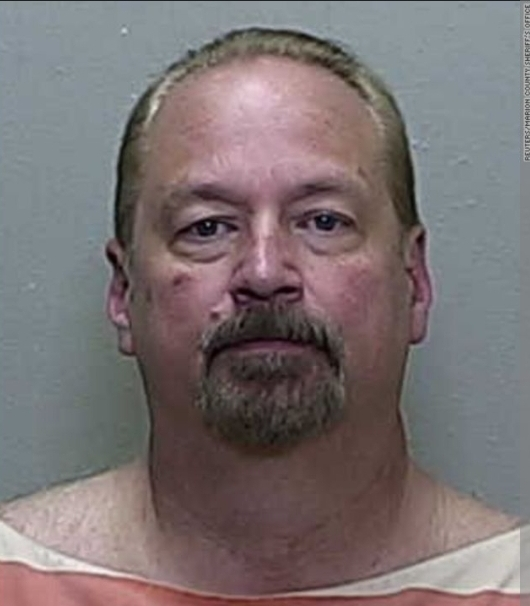
Foto segnaletica di Kelly Meggs, Ufficio degli US Marshall di Orlando, Florida.

Mack è un ex sceriffo della contea di Graham, in Arizona, un attivista politico e un membro del consiglio degli Oath Keepers. È noto per il suo ruolo in una causa vinta contro il governo federale degli Stati Uniti, in cui si sosteneva che alcune parti del Brady Handgun Violence Prevention Act violavano la Costituzione degli Stati Uniti. È un ex lobbista di Gun Owners of America e due volte candidato al Congresso degli Stati Uniti. Mack è anche il fondatore della Constitutional Sheriffs and Peace Officers Association (CSPOA) e ha creato il movimento "County Sheriff Project", entrambi i quali riaffermano quello che sostengono essere il potere costituzionale di rifiutarsi di applicare le leggi federali.
Secondo il Southern Poverty Law Center (SPLC), Mack sposa una serie di teorie cospirative e legali associate al movimento dei cittadini sovrani e del Posse Comitatus, in particolare che gli sceriffi sono le massime autorità di polizia degli Stati Uniti.

#### Wendy Rogers
Rogers è una senatrice dello Stato dell'Arizona, eletta per la prima volta nel 2020. Dopo che i membri degli Oath Keepers sono stati incriminati per la loro presunta partecipazione all'attacco al Campidoglio del 6 gennaio, Rogers ha dichiarato su Twitter: "Sono un membro degli Oathkeepers e mi piace molto la loro dedizione alla nostra Costituzione e al nostro Paese", includendo una foto di lei che parla alla sezione di Cottonwood, Arizona, dell'organizzazione.

##### Kelly Meggs
Meggs ha guidato la sezione della Florida e la "famigerata formazione a pila" degli Oath Keepers all'interno del Campidoglio prima di entrare nell'ufficio di Nancy Pelosi durante l'attacco al Campidoglio del 6 gennaio. È stato giudicato colpevole di cospirazione sediziosa nello stesso processo di Stewart Rhodes nel novembre 2022.

#### Altri
Il consiglio di amministrazione degli Oath Keepers comprendeva ad un certo punto anche Michele Imburgia, Rex H. McTyeire, John D. Shirley, Steven C. Homan, Jim Ayala e Jay Stang.

### Persone associate

#### Charles A. Dyer

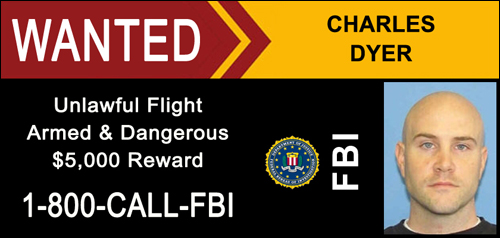
Il cartellone affisso nel sud degli Stati Uniti durante la caccia all'uomo di Charles Dyer

Dyer è un ex sergente del Corpo dei Marines degli Stati Uniti che ha operato come un importante sostenitore degli Oath Keepers, mantenendo un popolare canale YouTube e agendo come rappresentante ai raduni del Tea Party. Conosciuto online come "July4Patriot", ha realizzato i suoi video antigovernativi durante l'amministrazione del Presidente Obama. Mentre si sviluppava il processo penale contro di lui, ha continuato a realizzare video sostenendo di essere preso di mira dalle forze dell'ordine per il suo ruolo di "patriota".
Nel 2010 è stato accusato di stupro di minori e possesso illegale di armi. Dyer si è sottratto alle autorità e ne è seguita una ricerca, seguita dalla sua cattura dieci giorni dopo. Nel 2012 è stato condannato per aver violentato la figlia di sette anni. Gli Oath Keepers hanno interrotto i rapporti con Dyer dopo la sua condanna, e in seguito hanno negato di avere una relazione con lui.

## Analisi e opinioni

### Ricercatori
Larry Keller ha scritto nel rapporto del 2009 del SPLC The Second Wave: Return of the Militias che gli Oath Keepers "possono essere un esempio particolarmente preoccupante del revival del patriot movement".  Keller ha definito Richard Mack, un Oath Keeper, come un "eroe della milizia di lunga data" e lo ha citato per aver detto: "La più grande minaccia che affrontiamo oggi non sono i terroristi; è il nostro governo federale... Una delle soluzioni migliori e più semplici è dipendere dai funzionari locali, specialmente dallo sceriffo, per opporsi all'intervento federale e alla criminalità federale". Richard Mack, ex sceriffo, ha risposto negando le affermazioni, dicendo: "Non ho avuto contatti con alcun gruppo di miliziani e non sono mai stato membro di alcuna milizia". Mark Potok, senior fellow del SPLC, ha dichiarato in un'intervista che il gruppo non ha precedenti di violenza politica, ma che "le idee di base di questi gruppi si riferiscono al timore che le élite di questo Paese e di tutto il mondo si stiano lentamente e costantemente muovendo in modo nefasto verso un governo unico mondiale, il cosiddetto Nuovo Ordine Mondiale".
Nel 2009, l'Anti-Defamation League (ADL) ha scritto in un rapporto che "gli 'ordini' che gli Oath Keepers rifiutano [di obbedire] rivelano la loro mentalità cospiratoria estrema, perché gli 'ordini' non sono istruzioni che probabilmente verranno mai impartite da Obama o dai suoi funzionari, ma riflettono le teorie cospirative antigovernative abbracciate dall'estrema destra".

### Giornalisti e commentatori politici
Citando il Las Vegas Review-Journal, il commentatore politico della MSNBC Pat Buchanan ha scritto: "Gli Oath Keepers, a seconda della posizione che si assume, sono o stridenti difensori della libertà o pericolosi venditori di paranoia". Lo stesso Buchanan ha concluso che "l'America una volta era il loro Paese. Sentono che lo stanno perdendo. E hanno ragione".
Il conduttore di Fox News Radio Lou Dobbs ha parlato con il fondatore Stewart Rhodes nel suo programma radiofonico nel 2009 e ha criticato l'SPLC per "perpetuare lo stesso tipo di intolleranza che pretende di condannare". Su Hardball con Chris Matthews, Matthews ha interrogato Rhodes sul suo "gruppo di vigilanti" e sulla sua "strana visione del mondo".

## Oath Keepers USA
Oath Keepers USA è uno spinoff fondato da Robert Kinch che mantiene una continuità ideologica con la precedente organizzazione di Rhodes, come "gli ordini a cui non obbediremo" elencati sul loro sito web che comprendono: "Ordini di disarmare il popolo americano", che, secondo loro, "sarebbero una violazione del Secondo Emendamento".
A differenza dell'organizzazione originale, Oath Keepers USA non è una società no-profit, il suo scopo sociale è lucrativo e opera in base alle regole di diritto societario delle Limited liability company (LLC). Lo scopo dichiarato è "onorare il nostro giuramento di sostenere e difendere la Costituzione degli Stati Uniti d'America contro tutti i nemici, stranieri e nazionali".